# Kotoamatsukami
No Xintoísmo japonês, Kotoamatsukami (別天津神, significa literalmente "Deuses celestes distintos") é o nome coletivo para os primeiros deuses que entraram em existência no momento da criação do universo. Eles nasceram em Takamagahara, o mundo do Céu, no momento da criação. Ao contrário dos deuses posteriores, essas divindades nasceram sem qualquer procriação. As três divindades que apareceram primeiramente foram:
Amenominakanushi - Mestre Central (天之御中主神)
Takamimusubi - Alto Criador (高御産巣日神)
Kamimusubi - Criador Divino (神産巣日神)
Um pouco mais tarde, mais duas divindades vieram a existir:
Umashiashikabihikoji - Energia (宇摩志阿斯訶備比古遅神) 
Amenotokotachi - Céu (天之常立神)
A próxima geração de deuses que se seguiu foi o Kamiyonanayo, que incluiu Izanagi-no-Mikoto e Izanami, os patriarca e matriarca de todos os outros deuses japoneses, respectivamente. Depois disso, o Kotoamatsukami "escondido".
Embora o Zōkasanshin (três divindade da criação) são pensados para ser sem gênero, uma outra teoria afirma que Kamimusuhi era a mulher e Takamimusubi, homem, comparando-os com água e fogo, ou com yin e yang.
Algumas teorias também consideram Ame-no-Minaka-Nushi como a fonte de toda a criação ou como o Deus da grande mais profundo¹.
Estranhamente, Takamimusubi, o último, reapareceu junto com Amaterasu como um dos deuses centrais em Takamagahara, e sua filha era a mãe do deus Ninigi-no-Mikoto. Ele também desempenhou um papel importante nos acontecimentos da fundação do Japão, como selecionar os deuses que iriam junto com Ninigi e Yatagarasu, as três pernas corvo solar, para ajudar o imperador Jimmu, que, por sua vez, adorou-o muito por jogar o papel do sacerdote médio tomando a identidade de Takami Musubi, nas cerimônias antes de sua entronização Imperial (Sokui). Mais tarde, Takami Musubi era adorado pela Jingikan e considerado o deus de matchmaking (com base em um trocadilho com o nome dele, "musubi" que significa "juntar-se"). Alguns clãs japoneses também alegaram descendência deste deus, como o clã Saeki, ele também é um ancestral imperial.
Quanto a Kamimusuhi no kami, ele (ou ela) tem fortes laços com ambos os Amatsukami (deuses celestiais) e os Kunitsukami (deuses terrenos) da mitologia de Izumo. Kamimusuhi também é dito ter transformado os grãos produzidos pela deusa Ōgetsuhime (Ukemochi no kami) depois que ela foi morta pelo irmão irado de Amaterasu.